# Fritz Szepan
Friedrich Hermann Sczepan (Gelsenkirchen, 2 de septiembre de 1907- ibídem, 14 de diciembre de 1974), más conocido como Fritz Szepan, fue un dirigente deportivo, jugador y entrenador de fútbol alemán. En su etapa como jugador profesional se desempeñaba como centrocampista o delantero. 

## Biografía
Jugó toda su carrera en el Schalke 04 y es considerado uno de los mejores jugadores de la historia del club. Participó en dos Copas del Mundo con Alemania y fue capitán de la selección en 30 partidos. Debido a su extraordinaria comprensión del juego y liderazgo, fue conocido más tarde como  el Beckenbauer de la Preguerra. Fue presidente del Schalke 04 en el período 1964-67.
En 1937, se unió al Partido Nacionalsocialista Obrero Alemán (NSDAP, por sus siglas en alemán) junto con sus compañeros de equipo Ernst Kuzorra y Hans Bornemann. Se involucró en campañas de propaganda nazi. En 1939, fue nombrado miembro del Consejo de Liderazgo de la Oficina de Fútbol del Reich. En 1938, se hizo cargo de los grandes almacenes Julius Rode & Co durante el proceso de «arianización» de los judíos Sally Meyer y Julie Lichtmann; ambos murieron en Auschwitz en 1942. Después de la guerra, la Jewish Trust Corporation le abrió un caso judicial en relación con los almacenes, que terminó con un acuerdo. Szepan pagó una compensación a la corporación. Fue clasificado por los aliados como un «seguidor» del NSDAP.

## Fallecimiento
Murió el 14 de diciembre de 1974 tras una larga enfermedad, a la edad de 67 años.

## Selección nacional
Fue internacional con la selección alemana en 34 ocasiones y convirtió 8 goles. Fue el capitán de la selección alemana que obtuvo el tercer lugar en la Copa del Mundo de 1934.

### Participaciones en Copas del Mundo
| Mundial                        | Sede    | Resultado        | Partidos | Goles |
| ------------------------------ | ------- | ---------------- | -------- | ----- |
| Copa Mundial de Fútbol de 1934 | Italia  | Tercer lugar     | 4        | 0     |
| Copa Mundial de Fútbol de 1938 | Francia | Octavos de final | 1        | 0     |

### Participaciones en Juegos Olímpicos
| Olimpiada                       | Sede          | Resultado        | Partidos | Goles |
| ------------------------------- | ------------- | ---------------- | -------- | ----- |
| Juegos Olímpicos de Berlín 1936 | Alemania nazi | Cuartos de final | 0        | 0     |

## Clubes

### Como jugador
| Club       | País             | Año       |
| ---------- | ---------------- | --------- |
| Schalke 04 | Alemania Federal | 1925-1950 |

### Como entrenador
| Club            | País             | Año       |
| --------------- | ---------------- | --------- |
| Schalke 04      | Alemania Federal | 1949-1954 |
| Rot-Weiss Essen | Alemania Federal | 1954-1956 |

## Palmarés

### Como jugador

#### Campeonatos regionales
| Título                            | Club       | País                | Año  |
| --------------------------------- | ---------- | ------------------- | ---- |
| Campeonato de Alemania Occidental | Schalke 04 | República de Weimar | 1929 |
| Campeonato de Alemania Occidental | Schalke 04 | República de Weimar | 1930 |
| Campeonato de Alemania Occidental | Schalke 04 | República de Weimar | 1932 |
| Campeonato de Alemania Occidental | Schalke 04 | Alemania nazi       | 1933 |
| Gauliga Westfalen                 | Schalke 04 | Alemania nazi       | 1934 |
| Gauliga Westfalen                 | Schalke 04 | Alemania nazi       | 1935 |
| Gauliga Westfalen                 | Schalke 04 | Alemania nazi       | 1936 |
| Gauliga Westfalen                 | Schalke 04 | Alemania nazi       | 1937 |
| Gauliga Westfalen                 | Schalke 04 | Alemania nazi       | 1938 |
| Gauliga Westfalen                 | Schalke 04 | Alemania nazi       | 1939 |
| Gauliga Westfalen                 | Schalke 04 | Alemania nazi       | 1940 |
| Gauliga Westfalen                 | Schalke 04 | Alemania nazi       | 1941 |
| Gauliga Westfalen                 | Schalke 04 | Alemania nazi       | 1942 |
| Gauliga Westfalen                 | Schalke 04 | Alemania nazi       | 1943 |
| Copa de Westfalia                 | Schalke 04 | Alemania nazi       | 1943 |
| Gauliga Westfalen                 | Schalke 04 | Alemania nazi       | 1944 |
| Copa de Westfalia                 | Schalke 04 | Alemania nazi       | 1944 |

#### Campeonatos nacionales
| Título            | Club       | País          | Año  |
| ----------------- | ---------- | ------------- | ---- |
| Campeonato alemán | Schalke 04 | Alemania nazi | 1934 |
| Campeonato alemán | Schalke 04 | Alemania nazi | 1935 |
| Copa de Alemania  | Schalke 04 | Alemania nazi | 1937 |
| Campeonato alemán | Schalke 04 | Alemania nazi | 1937 |
| Campeonato alemán | Schalke 04 | Alemania nazi | 1939 |
| Campeonato alemán | Schalke 04 | Alemania nazi | 1940 |
| Campeonato alemán | Schalke 04 | Alemania nazi | 1942 |

### Como entrenador

#### Campeonatos regionales
| Título        | Club       | País             | Año  |
| ------------- | ---------- | ---------------- | ---- |
| Oberliga West | Schalke 04 | Alemania Federal | 1951 |

#### Campeonatos nacionales
| Título            | Club            | País             | Año  |
| ----------------- | --------------- | ---------------- | ---- |
| Campeonato alemán | Rot-Weiss Essen | Alemania Federal | 1955 |

## Condecoraciones
| Distinción                                    |
| --------------------------------------------- |
| Anillo de Honor de la ciudad de Gelsenkirchen |

## Filmografía

### Apariciones en películas
| Año  | Título                                               | Notas              |
| ---- | ---------------------------------------------------- | ------------------ |
| 2004 | Gib mich die Kirsche! - Die 1. deutsche Fußballrolle | Entrevista en vida |